# Ramsay Richard Reinagle

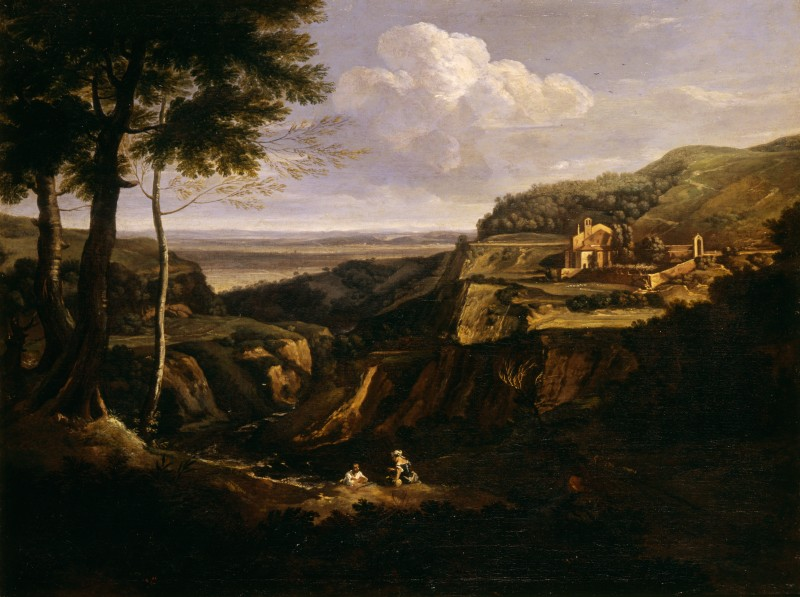
Twilight, 1807 (Fondazione Cariplo)

Ramsay Richard Reinagle (Londra, 1775 – Chelsea, 1862) è stato un pittore inglese.

## Biografia
Riceve la prima educazione artistica dal padre, Philiph Reinagle, pittore e acquarellista. Dopo il precoce esordio nel 1788 alla Royal Academy, completa la sua formazione con un lungo viaggio di studio in Italia e Paesi Bassi. È costantemente presente alle esposizioni della Royal Academy e della Società degli Acquarellisti, della quale diviene presidente nel 1808. Nominato accademico nel 1823, è costretto a rinunciare al titolo nel 1848 per aver presentato come proprio un quadro dipinto da un altro artista, tuttavia continua a partecipare regolarmente alle rassegne espositive londinesi fino al 1857. La sua produzione si contraddistingue per un repertorio tematico di paesaggi italiani e animali eseguiti con la tecnica ad olio o all'acquerello, impiegando suggestivi effetti di luce.